# Przełom nadnerczowy
Przełom nadnerczowy, ostra niewydolność kory nadnerczy, przełom addisonoidalny (łac. crisis Addisoniana) –  stan zagrażający życiu, powstający najczęściej w wyniku połączenia przewlekłej niedoczynności kory nadnerczy niedostatecznie leczonej hydrokortyzonem i sytuacji stresowej, którą może być np. infekcja, nasłonecznienie, napromieniowanie, operacja lub poronienie. Inną przyczyną jest ostre uszkodzenie nadnerczy w wyniku urazu lub zakażenia bakteryjnego (zespół Waterhouse'a-Friderichsena).

## Objawy
- Objawy zagrażającego przełomu:
  - nudności
  - osłabienie
  - biegunka
  - bóle mięśniowo-kostne

- objawy pełnoobjawowego przełomu:
  - znaczne niedociśnienie
  - wymioty
  - zamroczenie

## Leczenie
- Kortykosteroidy (dożylnie lub domięśniowo)
- Roztwór chlorku sodu 0,9% i glukozy 10% w ilości 3–4 l na dobę w postaci wlewu kroplowego